# Guidoccio Cozzarelli
Guidoccio Cozzarelli (* 1450 in Siena; † 1517 in Siena) war ein italienischer Maler und Buchmaler.

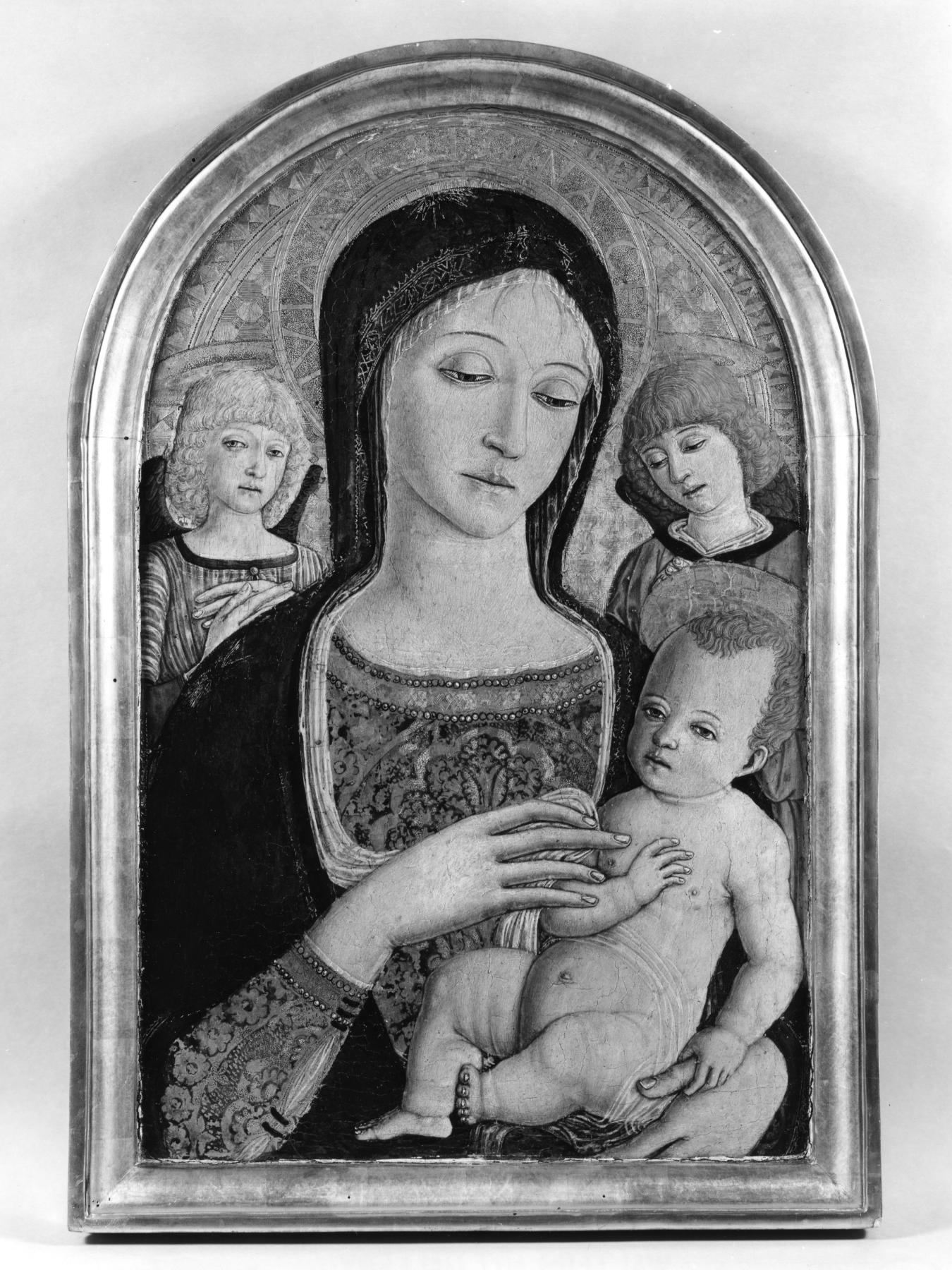
Madonna con Bambino e due angeli, Baltimore, Walters Art Museum

## Leben
Guidoccio di Giovanni Cozzarelli wurde in Siena als Sohn des Giovanni di Marco di Nanni di Cozzarello geboren. Er wurde am 6. Juni 1450 getauft und war der Cousin der Brüder Battista und Giacomo Cozzarelli. Seine erste Heirat fand 1480 statt, wobei er als Witwer verblieb. Die zweite Ehe wurde am 16. September 1504 geschlossen, aus ihr gingen mindestens sieben Kinder hervor. Als Besitztümer sind Häuser im seneser Stadtdrittel Terzo di Camollia dokumentiert.
Erstmals als Künstler trat er um 1470 in Erscheinung, als er bei Arbeiten für das Hospital Santa Maria della Scala dokumentiert wurde. Sein Lehrmeister war Matteo di Giovanni, mit dem er ab 1470 zusammenarbeitete. Von 1481 bis 1483 arbeitete er im Dom von Siena. Mit Bastiano di Francesco gestaltete er Teile der Domkuppel, zudem gestaltete er Zeichnungen für das Sgraffito Sibilla libica im Domboden. Von 1483 bis 1486 hielt er sich bei Sinalunga auf, hier war er besonders aktiv im Convento dell’Osservanza, wo auch sein Hauptwerk Battesimo di Cristo entstand. 1512 wirkte er am Begräbnis von Pandolfo Petrucci mit. Er starb 1517 in Siena und wurde in der Krypta der Basilica dell’Osservanza in Siena begraben.
Guidoccio Cozzarelli war in den Bereichen Tafelmalerei, Wandmalerei und Buchmalerei tätig.

## Werke (Auswahl)

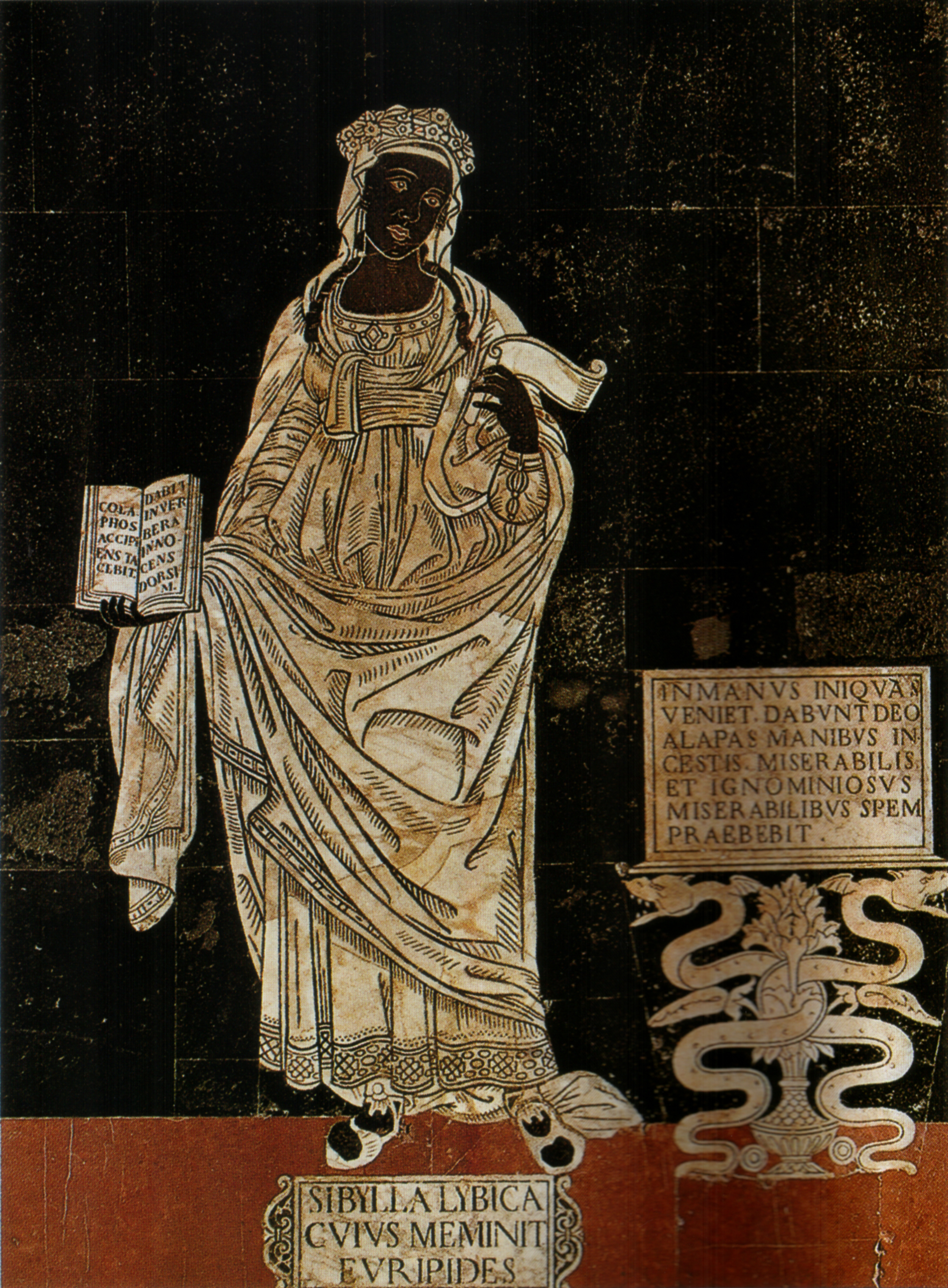
Sibilla libica (Bodensgraffito im Hauptschiff des Dom zu Siena, um 1481/83 entstanden)

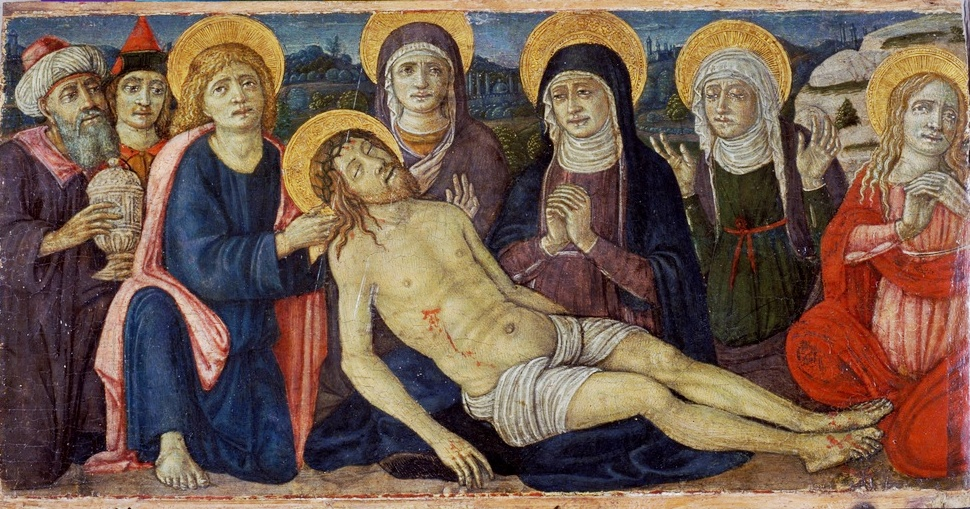
Deposizione di Cristo (Altenburg, Lindenau-Museum)

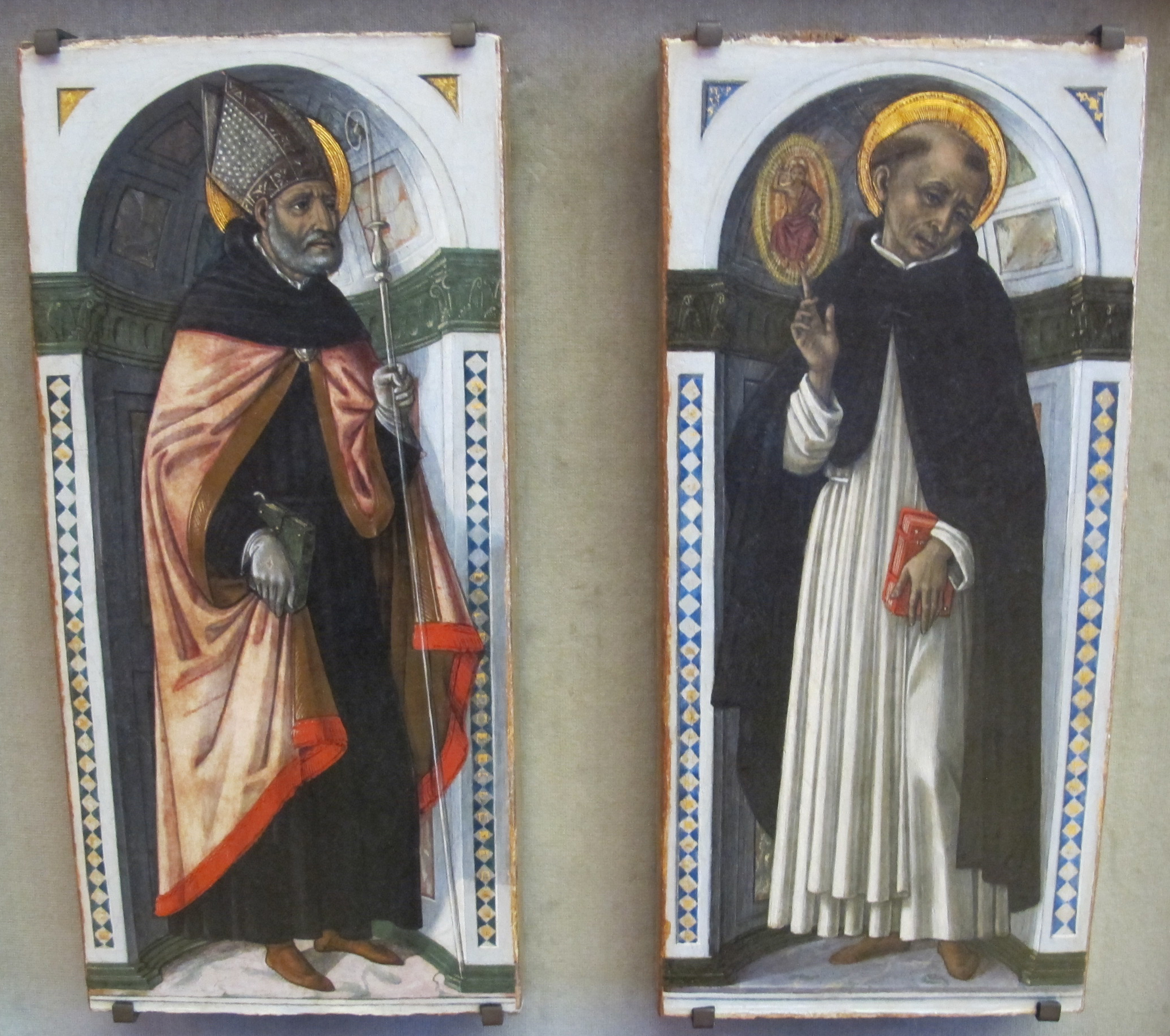
Sant’Agostino und San Vincenzo Ferrer (Altenburg, Lindenau-Museum)

- Acquapendente, Collezione Falzacappa-Benci: Episodio della vita di una santa (Teilstück eines Holzgemäldes)[4]
- Altenburg, Lindenau-Museum:
  - Deposizione di Cristo (ca. 1500 entstanden)[5]
  - Sant’Agostino (Ölgemälde auf Holz)[6]
  - San Vincenzo Ferrer (Ölgemälde auf Holz)[7]
- Amherst (Massachusetts), Mead Art Museum, Amherst College: Madonna con Bambino e angeli (Tafelbild, ca. 1485 entstanden)[4]
- Assisi, Basilika San Francesco, Museo del Tesoro: Natività di Gesù con San Domenico e Santa Caterina da Siena (Tafelbild, ca. 1480–1485 entstanden)[4]
- Atlanta, High Museum of Art: Madonna con Bambino e angeli (Tafelbild, ca. 1485 entstanden)[4]
- Avignon, Musée du Petit Palais: Santa Caterina da Siena riceve le stimmate (Tafelbild)[4]
- Baltimore, Walters Art Museum: (Tafelbilder)[4]
  - Corteo equestre
  - Madonna con Bambino e due angeli
- Buonconvento, Museo di arte sacra della Val d’Arbia: Madonna col Bambino e due angeli (Saal III, Holzgemälde, stammt aus der Kirche Pieve di San Giovanni Battista a Corsano, einem Ortsteil von Monteroni d’Arbia)[8]
- Civitella Paganico, Ortsteil Paganico, Chiesa di San Michele Arcangelo: Madonna con Bambino in trono tra San Giovanni Battista, Sant’Antonio Abate, San Guglielmo d’Aquitania, San Michele Arcangelo e angeli (Tafelbild, ca. 1475 entstanden)[4]
- Coral Gables, University of Miami, Lowe Art Museum: Annunciazione e Viaggio a Betlemme (Holzgemälde)[9][10]
- Florenz, Uffizien: Sant’Antonio da Padova ed episodi della sua vita (Tafelbild)[4]
- Mailand, Pinacoteca di Brera: Madonna con Bambino e angeli (Tafelbild)[4]
- Montalcino, Museo Civico e Diocesano d’Arte Sacra: Madonna con Bambino e angeli (Tafelbild, stammt aus der Pieve di Santa Maria a Salti, Ortsgebiet von San Giovanni d’Asso)[11]
- Monte San Savino, Chiesa di Santa Chiara: (Tafelbilder)[4]
  - Sant’Apollonia e San Sigismondo
  - San Giacomo e San Donnino
- New York City, Metropolitan Museum of Art: Clelia davanti a Porsenna, Fuga di Clelia dal campo di Porsenna[1][4]
- Pienza, Museo diocesano d’arte sacra, Saal 6: Madonna col Bambino (um 1490 entstanden, stammt aus der Chiesa di San Leonardo in Montefollonico)[12]
- Pitigliano, Museo di Palazzo Orsini: Madonna in trono con il bambino incoronata da due angeli tra i santi Pietro e Francesco (1494 entstanden, stammt aus der Concattedrale dei Santi Pietro e Paolo (Dom von Sovana))[13]
- Rom, Vatikanische Pinakothek: Episodio della vita di santa Barbara (Teilstück einer Predella)[4]
- Siena, Arciconfraternita della Misericordia (ehemalige und zusammengelegte Oratorien Sant’Antonio Abate[1] und Santa Maria della Stella[14]): Cataletto mit vier Figuren.[14]
  - Sant’Antonio Abate (2×)
  - Cristo in Pietà
  - San Martino
- Siena, Certosa di Maggiano: Crocifisso (Holzkreuz, 1488 datiert, unsichere Zuschreibung)[14]
- Siena, Chiesa di San Sebastiano in Vallepiatta (Contradenkirche Selva): Madonna con Bambino, Santa Margherita d’Antiochia e San Sebastiano (Tafelgemälde)[4][15]
- Siena, Convento del Santuccio, Museo della Società di Esecutori di Pie Disposizioni: Cataletto mit vier Figuren.[14]
  - Madonna della Misericordia (2×)
  - Crocifisso e confratelli
  - Croce e confratelli
- Siena, Dom von Siena:
  - Sibilla libica (Bodensgraffito im Hauptschiff, um 1481/83 entstanden)[2][16]
  - Sechs alttestamentarische Gestalten in Grisaille-Malerei zwischen den Säulchen der Blendgalerie in der Kuppel (1481, Teil eines Zyklus von 42 Patriarchen und Propheten, der von vier Malern geschaffen wurde)[14][17]
- Siena, Libreria Piccolomini des Doms: Cozzarelli war beteiligt an der Illuminierung der 29 als Zyklus konzipierten Choralbücher.[18][19]
- Siena, Museo delle Biccherne, Staatsarchiv Siena im Palazzo Piccolomini: Presentazione di Maria al tempio (Buchmalereien zum Kontenbuch 1484)[14][15]
- Siena, Palazzo Pubblico, Sala dei Cardinali (auch Anticamera del Concistoro): Madonna, il Bambino e due angeli (1484 entstanden)[14]
- Siena, Pinacoteca Nazionale: (Saal 15)[14]
  - Santa Caterina da Siena e Gesù
  - Madonna col Bambino, Angeli e Santi
  - San Sebastiano
  - Santa Caterina d’Alessandria
- Siena, San Girolamo: Pietà e santi (Fresko, nur fragmentarisch erhalten)[20]
- Siena, Santa Maria della Scala, Compagnia di Santa Maria sotto le Volte: Vier Kopfstatuen[21]
- Sinalunga, Convento dell’Osservanza (auch Chiesa di San Bernardino, Convento di San Bernardino oder Madonna del Rifugio genannt), Cappella Orlandini:[22]
  - Battesimo di Cristo (Tafelbild, 1483 entstanden)
  - Madonna con Bambino in trono tra San Simone e San Taddeo (Tafelbild, 1486 entstanden)[4]
- Sovicille, Ortsteil Rosia, Pieve di San Giovanni Battista: Madonna in trono col Bambino e i Santi Sebastiano e Antonio Abate (Tafelbild, um 1490 entstanden)[23]